# Shura (musicienne britannique)
 (mars 2022).
La mise en forme du texte ne suit pas les recommandations de Wikipédia : il faut le « wikifier ».
Les points d'amélioration suivants sont les cas les plus fréquents. Le détail des points à revoir est peut-être précisé sur la page de discussion.
- Les titres sont pré-formatés par le logiciel. Ils ne sont ni en capitales, ni en gras.
- Le texte ne doit pas être écrit en capitales (les noms de famille non plus), ni en gras, ni en italique, ni en « petit »…
- Le gras n'est utilisé que pour surligner le titre de l'article dans l'introduction, une seule fois.
- L'italique est rarement utilisé : mots en langue étrangère, titres d'œuvres, noms de bateaux, etc.
- Les citations ne sont pas en italique mais en corps de texte normal. Elles sont entourées par des guillemets français : « et ».
- Les listes à puces sont à éviter, des paragraphes rédigés étant largement préférés. Les tableaux sont à réserver à la présentation de données structurées (résultats, etc.).
- Les appels de note de bas de page (petits chiffres en exposant, introduits par l'outil «  Source ») sont à placer entre la fin de phrase et le point final[comme ça].
- Les liens internes (vers d'autres articles de Wikipédia) sont à choisir avec parcimonie. Créez des liens vers des articles approfondissant le sujet. Les termes génériques sans rapport avec le sujet sont à éviter, ainsi que les répétitions de liens vers un même terme.
- Les liens externes sont à placer uniquement dans une section « Liens externes », à la fin de l'article. Ces liens sont à choisir avec parcimonie suivant les règles définies. Si un lien sert de source à l'article, son insertion dans le texte est à faire par les notes de bas de page.
- La présentation des références doit suivre les conventions bibliographiques. Il est recommandé d'utiliser les modèles {{Ouvrage}}, {{Chapitre}}, {{Article}}, {{Lien web}} et/ou {{Bibliographie}}. Le mode d'édition visuel peut mettre en forme automatiquement les références.
- Insérer une infobox (cadre d'informations à droite) n'est pas obligatoire pour parachever la mise en page.

Pour une aide détaillée, merci de consulter Aide:Wikification.
Si vous pensez que ces points ont été résolus, vous pouvez retirer ce bandeau et améliorer la mise en forme d'un autre article.
Pour les articles homonymes, voir Shura.
Alexandra Lilah Denton (également connue sous le nom d' Aleksandra Lilah Yakunina-Denton, née le 17 juin 1988),,, connue professionnellement sous le nom de Shura, est une chanteuse, compositrice et productrice de disques anglaise. Elle est connue pour son travail dans les genres electropop et synthpop. Ses chansons parlent souvent d'amour, en particulier de relations lesbiennes.

## Carrière

### 2011-2016:Nothing's Real
Pendant son travail de nuit dans une entreprise de montage vidéo, elle regarde des tutoriels YouTube sur des logiciels de production musicale,.
Au début de 2014, son single Touch (Toucher), coproduit avec Joel Pott du groupe Athlete, attire l'attention des blogs; le clip vidéo associé a été co-réalisé et monté par Shura elle-même,,. La même année sortent deux autres singles, « Just Once » (Juste une fois) et « Indecision » (Indécision), et Shura produit un remix du single « Say You Love Me » (Dis que tu m'aimes) de Jessie Ware ,,,.
En décembre 2014, Shura est dans la présélection du sondage musical de la BBC Sound of 2015 ,, visant à désigner les meilleur.es artistes de l'année. Elle signe avec Universal Music Publishing Group au Royaume-Uni.
Elle sort le single 2Shy (Deux timites/Trop timide) en mars 2015, suivi de White Light et d'un film de concert intitulé Three Years (Trois ans) en juin 2015,,. Un EP intitulé White Light (Lumière blanche) sort aux États-Unis en juillet. La même année, Shura se produit dans des festivals de musique tels que Bestival, Festival N°6 et Latitude . Le groupe Mumford & Sons reprend sa chanson 2Shy.
Touch sort le 18 février 2016, avec une version mettant en vedette Talib Kweli. The Original Mix sort à l'occasion du Record Store Day 2016, en tant que single en exemplaires limités de 12 ", avec des remix de Canvas et Delorean.
Son premier album Nothing's Real (Rien n'est réel) est sorti le 8 juillet 2016 via Polydor Records.

### 2017-présent:forevher
En 2018, on annonce qu'elle travaille  en studio sur de la nouvelle musique, avec son fréquent collaborateur  Joel Pott, ainsi que les musiciens de Tourist et Totally Enormous Extinct Dinosaurs.
En 2019, elle fait son retour après trois ans de silence, en collaborant avec le musicien britannique Tourist sur la chanson "Love Theme", présente sur le deuxième album du musicien, et sortie le jour de la Saint-Valentin. Tourist a expliqué que la chanson était un concept écrit à l'origine par Shura, sous la forme d'une démo de piano qu'elle lui avait envoyé, avec les paroles "Je ne veux pas être le centre d'attention, mais je veux ton amour". Le mois suivant, Shura a annoncé son retour à travers un single intitulé "BKLYNLDN" (parfois alternativement intitulé "Brooklyn London"). Il passe pour la première fois à la radio sur BBC Radio 1 le 10 mars 2019, dans l'émission de Phil Taggart "The Chillest Show".
Shura a annoncé son nouvel album le 12 juin 2019 à l'occasion de la sortie du single "Religion (U Can Lay Your Hands on Me)". Forevher sort le 16 août 2019 via Secretly Canadian. Son titre est un mélange entre le mot forever (pour toujours), et le mot her (elle).
Dans une interview de novembre 2019 avec le quotidien The Guardian, l'ancienne membre des Spice Girls, Melanie C délacre qu'elle travaille sur son huitième album studio avec Shura.
Le 16 mars 2020, Shura sort le single Elevator girl, en collaboration avec la rappeuse de Philadelphie Ivy Sole. Elle publie plus tard une version alternative intitulée "Elevator girl (Space Tape Edit)".

## Vie privée
Shura est née à Hammersmith, à Londres, et a grandi à Manchester. Sa mère est une actrice russe, son père un réalisateur de documentaires anglais. Ses parents ont divorcé quand elle avait trois ans Shura a deux frères, dont un jumeau, Nicholas. Il a joué dans trois de ses clips : « Touch », « White Light » et « What's It Gonna Be ? »
Shura commence la guitare à l'âge de 13 ans, et à enregistrer de la musique dès 16 ans.
Dans sa jeunesse, Shura est une footballeuse prometteuse, jouant notamment au sein de l'équipe 11-16 ans du club Manchester City.
Shura revendique son identité lesbienne. Elle se dit aussi athée, tout en admettent une fascination de longue date pour la religion,,.
Son nom de scène est une forme abrégée de son prénom en russe, langue que la musicienne parle couramment.

## Critique artistique
La musique de Shura a été décrite comme « une électropop contagieuse bien que mélancolique » ainsi que comme une « synth-pop qui se consume dans la lenteur ». Elle a cependant indiqué que la musique pop « ne la représentait pas ».
La musicienne a déclaré que les thèmes principaux de son travail étaient « l'occasion manquée, le regret, et la nostalgie ».

## Récompenses et nominations
| Year | Awards                       | Work                  | Category                  | Result     | Ref.   |
| ---- | ---------------------------- | --------------------- | ------------------------- | ---------- | ------ |
| 2016 | Popjustice £20 Music Prize   | "What's It Gonna Be?" | Best British Pop Single   | Nomination | [ 35 ] |
| 2019 | Music Producers Guild Awards | Herself               | Remixer of the Year       | Lauréat    | [ 36 ] |
| 2019 | UK Music Video Awards        | "Religion"            | Best Pop Video - Newcomer | Nomination | [ 37 ] |
| 2019 | Best Art Vinyl               | Forevher              | Best Vinyl Art            | Nomination | [ 38 ] |

## Clips musicaux
- Touch (2014)
- Indecision (2015)
- 2Shy (2015)
- White Light (2015)
- White Light (Extended Video) (2015)
- What's It Gonna Be? (2016)
- 311215 (2016)
- BKLYNLDN (2019)
- religion (u can lay your hands on me) (2019)
- religion (u can lay your hands on me) (Vertical Video) (2019)
- obsession (2021)

## Discographie

### Albums studio
| Titre                        | Détails | Positions maximales dans les classements musicaux | Positions maximales dans les classements musicaux | Positions maximales dans les classements musicaux | Positions maximales dans les classements musicaux | Positions maximales dans les classements musicaux | Positions maximales dans les classements musicaux | Positions maximales dans les classements musicaux |
| Titre                        | Détails | Royaume-Uni                                       | BEL (FL)                                          | BEL (WA)                                          | IRE                                               | SCO                                               | SWI                                               | US Heat                                           |
| ---------------------------- | --- | ------------------------------------------------- | ------------------------------------------------- | ------------------------------------------------- | ------------------------------------------------- | ------------------------------------------------- | ------------------------------------------------- | ------------------------------------------------- |
| Nothing's Real               | - Sortie : 8 juillet 2016 - Label : Polydor - Format : CD, LP, téléchargement numérique                       | 13                                                | 73                                                | 130                                               | 73                                                | 15                                                | 35                                                | 12                                                |
| Forevher                     | - Sortie : 16 août 2019 - Label : Secrètement Canadien - Format : CD, LP, téléchargement numérique, streaming | 61                                                | —                                                 | —                                                 | —                                                 | 32                                                | —                                                 | 18                                                |
| I Got Too Sad for My Friends | - Sortie : 30 mai 2025 - Label : Play It Again Sam - Format : CD, LP, téléchargement numérique, streaming     |                                                   |                                                   |                                                   |                                                   |                                                   |                                                   |                                                   |

### Singles
| Titre                                      | Année | Album                      |
| ------------------------------------------ | ----- | -------------------------- |
| " Touch "                                  | 2014  | Nothing's Real             |
| "Indecision"                               | 2014  | Nothing's Real             |
| "2Shy"                                     | 2015  | Nothing's Real             |
| "White Light"                              | 2015  | Nothing's Real             |
| "Touch" (re-release featuring Talib Kweli) | 2016  | Non-album single           |
| "What's It Gonna Be?"                      | 2016  | Nothing's Real             |
| "The Space Tapes"                          | 2016  | Nothing's Real             |
| "311215"                                   | 2016  | Nothing's Real             |
| "Nothing's Real"                           | 2016  | Nothing's Real             |
| "Love Theme                                | 2019  | Everyday                   |
| "Bklynldn"                                 | 2019  | Forevher                   |
| "Religion (U Can Lay Your Hands On Me)"    | 2019  | Forevher                   |
| "The Stage"                                | 2019  | Forevher                   |
| "Elevator Girl" (featuring Ivy Sole)       | 2020  | forevher (édition de luxe) |
| "Obsession" (featuring Rosie Lowe)         | 2021  | forevher (édition de luxe) |

### Apparitions dans d'autres projets
- Mura Masa -  Love for That  (2015) (featuring Shura)
- Tracey Thorn - Air (2018) (featuring Shura)

### Remixes
- Jessie Ware – Say You Love Me (2014)
- Pumarosa – Priestess (2015)
- Mabel – My Boy My Town (2016)
- Tegan and Sara – Boyfriend (2016)
- Kiiara – Gold (2016)
- Astrid S – Breathe (2017)
- Aurora – Queendom (2018)